# Greenhalgh (Anglia)
Greenhalgh – przysiółek w Anglii, w Lancashire. Leży 9,6 km od miasta Blackpool, 26,7 km od miasta Lancaster i 319,3 km od Londynu. Greenhalgh jest wspomniana w Domesday Book (1086) jako Greneholf.